# Балсаму
Балсаму (порт. Bálsamo)  —  муниципалитет в Бразилии, входит в штат Сан-Паулу. Составная часть мезорегиона Сан-Жозе-ду-Риу-Прету. Входит в экономико-статистический  микрорегион Сан-Жозе-ду-Риу-Прету. Население составляет 7761 человек на 2006 год. Занимает площадь 150,410 км². Плотность населения — 51,6 чел./км².

## История
Город основан 18 ноября 1924 года.

## Статистика
- Валовой внутренний продукт на 2003 составляет 65.404.071,00 реалов (данные: Бразильский институт географии и статистики).
- Валовой внутренний продукт на душу населения на 2003 составляет 8.642,19 реалов (данные: Бразильский институт географии и статистики).
- Индекс развития человеческого потенциала на 2000 составляет 0,811 (данные: Программа развития ООН).

## География
Климат местности: субтропический. В соответствии с классификацией Кёппена, климат относится к категории Cfb.